# White Mountain Lake
White Mountain Lake es un lugar designado por el censo ubicado en el condado de Navajo en el estado estadounidense de Arizona. En el Censo de 2010 tenía una población de 2205 habitantes y una densidad poblacional de 35,1 personas por km².

## Geografía
White Mountain Lake se encuentra ubicado en las coordenadas 34°20′39″N 109°59′13″O / 34.34417, -109.98694. Según la Oficina del Censo de los Estados Unidos, White Mountain Lake tiene una superficie total de 62.81 km², de la cual 62.02 km² corresponden a tierra firme y (1.27%) 0.8 km² es agua.

## Demografía
Según el censo de 2010, había 2.205 personas residiendo en White Mountain Lake. La densidad de población era de 35,1 hab./km². De los 2.205 habitantes, White Mountain Lake estaba compuesto por el 91.47% blancos, el 0.32% eran afroamericanos, el 1.41% eran amerindios, el 0.45% eran asiáticos, el 0% eran isleños del Pacífico, el 4.76% eran de otras razas y el 1.59% pertenecían a dos o más razas. Del total de la población el 16.28% eran hispanos o latinos de cualquier raza.